# Marco Publicio Maleolo
Marco Publicio Maleolo  fue un político y militar romano, cónsul en el año 232 a. C. con Marco Emilio Lépido.
Fue enviado con su colega en contra de los sardos. Con su hermano Lucio Publicio Maleolo construyó su edilidad el templo de Flora, instituyendo los ludi Florales, y también construyeron el clivus Publicius que conducía al Aventino.
Se ejecutaron estas obras con el dinero obtenido de las multas que se exijían a las personas que habían violado las leyes agrarias. Varrón y Ovidio les llaman ediles plebeyos, pero Rufo Festo ediles curules.
Su edilidad debió ocurrir en el 240 a. C., según Veleyo Patérculo, que señala que los ludi Florales fueron instituidos en ese año.